# Erdbebengefahr und Erdbebensicherheit in der Schweiz
Die Erdbebengefahr in der Schweiz ist beträchtlich, denn die Schweiz ist ein erdbebengefährdetes Land. Erdbeben in diesem Alpenland entstehen, weil die Afrikanische Platte auf die Eurasische Platte stösst. Entsprechend widerspiegelt sich die Erbensicherheit in einer erhöhter Anforderung.

## Gefährdete Gebiete

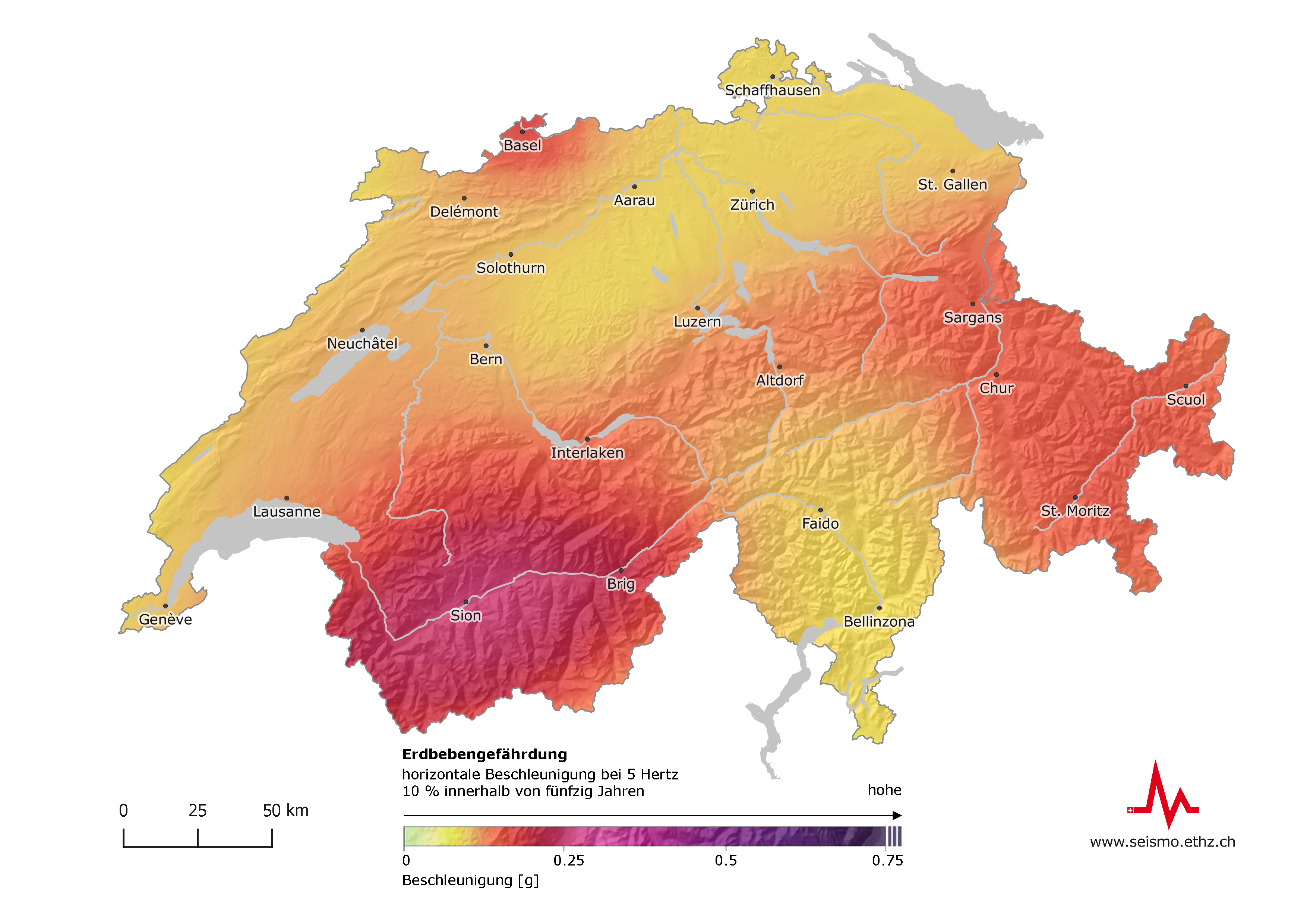
Gefährdungskarte des Schweizer Erdbebendiensts (2018)

Gebiete mit besonderer Erdbebengefährdung sind das Wallis und die Region Basel. Jedoch sind auch Graubünden, das Berner Oberland, das St. Galler Rheintal und Teile der Zentralschweiz Gebiete mit erhöhter Gefährdung im Vergleich zur restlichen Schweiz.

## Erdbebensicherheit beim Bau
Erdbebenlasten wurde in den Schweizer Baunormen beziehungsweise in der SIA-Norm erst seit 1970 berücksichtigt. Die Normen wurden jedoch erst nach den zusätzlichen Verschärfungen im Jahr 1989 und 2003 als erdbebensicher betrachtet. Erdbebensicherheit bei Gebäuden wird jedoch in den Kantonen unterschiedlich gehandhabt. So haben einzig die Kantone Aargau, Basel-Stadt, Bern, Jura, Wallis, Luzern und Nidwalden Regelungen in ihren Baugesetzen bezüglich Erdbeben. Während der Kanton Aargau eine Selbstdeklaration bezüglich erdbebensicheren Bauens verlangt, überprüft der Kanton Basel-Stadt die Erdbebensicherheit stichprobenartig von einem Prüfingenieur. Falls die Erdbebensicherheit bei einer gerechneten Statik im Stadt Kanton nicht genügend ist, muss der Bauherr diese Prüfung zahlen. Im Kanton Wallis wird grundsätzlich jedes Gebäude mit zwei Etagen und mehr von einem Prüfingenieur geprüft.